# Kevin Rogers
Kevin Rogers – australijski zapaśnik walczący w stylu wolnym. Zajął piąte miejsce w Pucharze Świata w 1986 roku.